# Going! Going! Gone!
Going! Going! Gone! é um filme mudo em curta-metragem norte-americano de 1919, do gênero comédia, estrelado por Harold Lloyd.

## Elenco
- Harold Lloyd
- Snub Pollard - Snub
- Bebe Daniels - Miss Goulash
- William Blaisdell
- Sammy Brooks
- Harry Burns
- Billy Fay - (como B. Fay)
- William Gillespie
- Wallace Howe - (como W. Howe)
- Dee Lampton
- Gus Leonard
- Belle Mitchell
- Marie Mosquini
- James Parrott
- Bud Jamison - Professor Goulash (não creditado)